# Comarca de la Sierra de San Vicente
La Sierra de San Vicente es una comarca española perteneciente a la provincia de Toledo, en la comunidad autónoma de Castilla-La Mancha. Desde el año 1833 forman parte de las Tierras de Talavera. La comarca se encuentra vertebrada por la sierra homónima.

## Origen del nombre
Recibe la denominación de Sierra de San Vicente a causa de la tradición de que en una cueva vivieron los santos Vicente, Sabina y Cristeta, que eran hermanos y se escaparon de Talavera de la Reina huyendo de las persecuciones de un gobernante romano llamado Diocleciano. Marcharon a Ávila esperando escapar, pero fueron martirizados y se encuentran en la actualidad enterrados en la espléndida iglesia románica de San Vicente.

## Municipios
| Municipio               | Población | Superficie | Densidad |
| ----------------------- | --------- | ---------- | -------- |
| Pepino                  | 2.429     | 46         | 52,8     |
| Cazalegas               | 1.818     | 30         | 60,6     |
| San Román de los Montes | 1.782     | 45         | 39,6     |
| Segurilla               | 1.349     | 22         | 57,4     |
| El Real de San Vicente  | 1.089     | 54         | 20,2     |
| Castillo de Bayuela     | 1.009     | 37         | 27,3     |
| Navamorcuende           | 676       | 111        | 39,8     |
| Buenaventura            | 483       | 36         | 13,4     |
| Hinojosa de San Vicente | 461       | 31         | 14,9     |
| Montesclaros            | 447       | 21         | 21,3     |
| Cervera de los Montes   | 440       | 32         | 13,7     |
| La Iglesuela del Tiétar | 422       | 69         | 6,1      |
| Pelahustán              | 384       | 44         | 8,7      |
| Cardiel de los Montes   | 375       | 24         | 15,6     |
| Almendral de la Cañada  | 371       | 34         | 10,9     |
| Sotillo de las Palomas  | 214       | 19         | 11,3     |
| Nuño Gómez              | 178       | 17         | 10,5     |
| Marrupe                 | 170       | 10         | 17,0     |
| Garciotum               | 169       | 23         | 7,3      |
| Sartajada               | 109       | 15         | 7,3      |

## Extensión geográfica
Esta comarca se encuentra situada en los ríos Alberche y Tiétar. La altura máxima de la sierra es de 1373 m. Tiene un clima bastante benigno, no alcanzando temperaturas demasiado bajas en invierno ni demasiado calurosas en verano.
La fauna de la zona se compone, entre otros animales, de conejos, liebres, perdices, así como jabalíes, ciervos, corzos, zorros y ardillas los animales más frecuentes que se suelen encontrar. Así mismo, los numerosos arroyos que descienden de las montañas surcando la comarca componen un hábitat idóneo para especies como el barbo, el lucio y más raramente la trucha.
En cuanto a la flora se encuentran plantas aromáticas, la jara, la retama, así como ciertas especies de arbustos de gran belleza. Entre los árboles más típicos hay que citar el alcornoque, la encina, el roble, el castaño, el acebo y varias especies de pino, como por ejemplo el pino piñonero, el pino negral, el pino rodeno o el más escaso pino albar.

## Lugares de interés

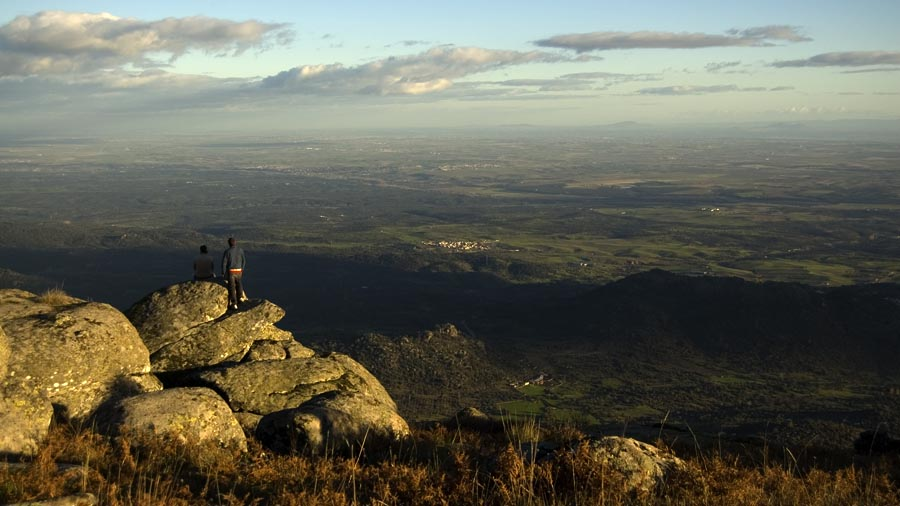
El valle del Tajo visto desde la Sierra de San Vicente, Toledo.

La comarca de la Sierra de San Vicente la configuran distintos pueblos, de los que 16 están agrupados en la Mancomunidad de Servicios de la Sierra de San Vicente, pueblos que se encuentran ubicados de forma radial en torno a la misma sierra, ellos son: Almendral de la Cañada, Buenaventura, Cardiel de los Montes, Castillo de Bayuela, Cervera de los Montes, Garciotún, Hinojosa de San Vicente, La Iglesuela del Tiétar, Marrupe, Navamorcuende, Nuño Gómez, Pelahustán, El Real de San Vicente, Sartajada, Segurilla y Sotillo de las Palomas. En todos ellos el paisaje, el patrimonio monumental, histórico, etnográfico y gastronómico está asegurado ofreciendo una diversidad que lo hace ser una zona muy enriquecedora.
Almendral de la Cañada debe su nombre al paso de la Cañada Real por la villa, como lo atestigua algunos pilones del siglo XVIII. Las ruinas de la iglesia de San Salvador o algunas ermitas como la de San Sebastián son su atractivo, además de ser la cuna de la Beata Ana de "Almendral" o de "San Bartolomé" mano derecha de Santa Teresa de Jesús. Un aspecto tradicional que conserva las puertas de casas de piedra antiguas es el uso del trancón, cerradura de origen medieval.
Buenaventura: La entrada de Buenaventura recibe al visitante por la ermita de San Sebastián y en la villa, la iglesia de la Santa Cruz (siglo XVI) o la ermita del Buen Suceso (siglo XVIII) son parte importante de su patrimonio. En la plaza principal, lugar en donde se erige un gran "mayo", aún se conservan algunas casas tradicionales.
Cardiel de los Montes: Se trata de uno de los pueblos más antiguos de la comarca que posee una de las iglesias de mayor antigüedad siendo una construcción de origen en el siglo XIV aunque algo transformada en el XVI. El rollo jurisdiccional (principios del siglo XVI) con su escudo de los Dávila anuncia el linaje a quien perteneció. 
Castillo de Bayuela: Si hay dos cosas que resaltan en esta población es el "rey de los rollos" de la provincia de Toledo que se erige en su plaza principal con el emblema del escudo de los Mendoza (principios del siglo XVI), así como el retablo de su iglesia siendo la "Obra Sixtina" de la firma ceramista Ruiz de Luna (1934) que se halla en el interior de la iglesia de San Andrés, una obra de finales del siglo XV cuya portada principal fue realizada por Pedro de Tolosa. En la cima del cerro del Castillo aún se conservan las murallas del castro vettón (luego reformadas en el medievo) y la iglesia mudéjar del siglo XIII. Otros monumentos son los 3 verracos de la plaza de San Antonio, el escudo de los Austrias (1603) o la portada del antiguo pósito de la villa. De obligada visita es el centro de interpretación de la Naturaleza y Patrimonio Histórico de la Sierra de San Vicente. Entre sus fiestas populares destacan las "rosquillas" de San Blás, la romería de la Dehesa de Balsamaña, sus fiestas patronales el 9 de septiembre o la Feria de Artesanía en San Andrés.
La Iglesuela del Tiétar: es el municipio más septentrional y está ubicado entre las faldas de la sierra de Gredos y la de San Vicente. Posee un patrimonio natural y cultural único, de todas las edades y perfectamente conservado. Destacan los puentes romanos y el puente Vettón. Los más de catorce pozos y fuentes del casco urbano, la inmensa pradera del Ejido y su arquitectura popular 
La casi totalidad de la sierra de San Vicente fue reconquistada en época medieval y repoblada por campesinos originarios de la cercana Ávila; no en vano buena parte de esta comarca perteneció hasta 1833 a la provincia de Ávila, por lo que es esta comarca de honda raigambre castellanovieja, con gastronomía, costumbres, tradiciones y folklore más cercanos a lo abulense que a lo propiamente toledano. Sus pueblos gozan de una serie de lugares que merece la pena visitar. En Pelahustán aún se conserva el rollo o picota, símbolo de su categoría de villa, así como la iglesia. En Castillo de Bayuela existe uno de los más curiosos retablos de iglesia, ya que está construido totalmente en cerámica de Talavera de la Reina; también presume de tener la picota más alta de la comarca, y muy cerca se pueden ver en una zona ajardinada los toros o berracos celtas. 
Por lo demás otros pueblos reúnen atractivos suficientes como para visitarlos, como son Hinojosa de San Vicente, El Real de San Vicente (con unas muestras de folclore que destacan por su singularidad en la provincia de Toledo, caso por ejemplo de su danza de cintas denominada Tejetecordón o su Rondón ), Garciotum, Nuño Gómez, La Iglesuela del Tiétar, Navalcán, Parrillas... En Hinojosa, por ejemplo, existe una iglesia parroquial de enorme atractivo. Su bóveda de crucería gótica y la sacristía, obra de Pedro de Tolosa, aparejador en el Real Monasterio de San Lorenzo el Real de El Escorial, son de enorme interés.